# Luis Pérez Maqueda
Luis Jesús Pérez Maqueda (Utrera, 4 febbraio 1995) è un calciatore spagnolo, di ruolo difensore, svincolato.

## Caratteristiche tecniche
È un terzino destro.

## Carriera
Ha giocato nella prima e nella seconda divisione spagnola.

## Statistiche

### Presenze e reti nei club
Statistiche aggiornate al 20 Agosto 2018.
| Stagione        | Squadra           | Campionato      | Campionato | Campionato | Coppe nazionali | Coppe nazionali | Coppe nazionali | Coppe continentali | Coppe continentali | Coppe continentali | Altre coppe | Altre coppe | Altre coppe | Totale | Totale | Totale |
| Stagione        | Squadra           | Comp            | Pres       | Reti       | Comp            | Pres            | Reti            | Comp               | Pres               | Reti               | Comp        | Pres        | Reti        | Pres   | Reti   |        |
| --------------- | ----------------- | --------------- | ---------- | ---------- | --------------- | --------------- | --------------- | ------------------ | ------------------ | ------------------ | ----------- | ----------- | ----------- | ------ | ------ | ------ |
| 2014-2015       | Siviglia Atlético | SDB             | 2          | 0          |                 | -               | -               |                    | -                  | -                  |             | -           | -           | 2      | 0      |        |
| 2015-2016       | Real Jaén         | SDB             | 34         | 0          | CR              | 0               | 0               |                    | -                  | -                  |             | -           | -           | 34     | 0      |        |
| 2016-2017       | Elche             | SD              | 21         | 0          | CR              | 2               | 0               |                    | -                  | -                  |             | -           | -           | 23     | 0      |        |
| 2017-2018       | Tenerife          | SD              | 30         | 0          | CR              | 2               | 0               |                    | -                  | -                  |             | -           | -           | 32     | 0      |        |
| 2018-2019       | Tenerife          | SD              | 1          | 0          | CR              | 0               | 0               |                    | -                  | -                  |             | -           | -           | 1      | 0      |        |
| Totale carriera | Totale carriera   | Totale carriera | 88         | 0          |                 | 4               | 0               |                    | -                  | -                  |             | -           | -           | 92     | 0      |        |